# Dongar Parasia
Dongar Parasia é uma cidade e um município no distrito de Chhindwara, no estado indiano de Madhya Pradesh.

## Demografia
Segundo o censo de 2001, Dongar Parasia tinha uma população de 37876 habitantes. Os indivíduos do sexo masculino constituem 51% da população e os do sexo feminino 49%. Dongar Parasia tem uma taxa de literacia de 71%, superior à média nacional de 59,5%: a literacia no sexo masculino é de 78% e no sexo feminino é de 64%. Em Dongar Parasia, 12% da população está abaixo dos 6 anos de idade.